# Неокоммунизм
Неокоммуни́зм (от лат. communis — община, общинное, neo — новый) — деятельность, направленная на развитие и претворение в жизнь идей коммунизма в новых условиях, принципы и взгляды, являющиеся приспособлением коммунизма или марксизма к новым общественным условиям.

## Происхождение термина
Сам термин «неокоммунизм» на русском языке, по имеющимся данным, впервые был использован А. Н. Тарасовым в ноябре 1973 года в написанных им «Принципах неокоммунизма», ставших теоретическим документом подпольной Партии новых коммунистов (ПНК), а затем и Неокоммунистической партии Советского Союза (НКПСС). Идеологически «Принципы неокоммунизма» представляли собой соединение ортодоксального марксизма, ленинизма, троцкизма и идей «новых левых».

## Современное употребление термина
На данный момент не существует чёткой концепции неокоммунизма. Неокоммунистами себя называют как те, кто отрицательно относится к советской модели, так и те, кто положительно — от партий-наследниц КПСС (КПРФ, Российская партия коммунистов, Союз Коммунистов и др.), до различных групп, включая анархические и государственно-капиталистические. 

Одна из предлагаемых эмблем неокоммунизма (солнечный серп и разводной ключ).

 Ситуация осложняется тем, что среди тех, кто отрицает государственно-монополистическую модель как несоциалистическую, тоже не существует чёткой или хотя бы одинаковой позиции по поводу несоветской теории коммунизма.
Главной проблемой для развития теории неокоммунизма являются аморфность и неконкретность его учения, а также слабое понимание сущности и концепции учения. Это приводит к неспособности конкурировать с идеями советского коммунизма, а также либерализма и иными идеями современных буржуазных течений.
Один из авторов в «Манифесте неокоммунизма» предлагает концепцию неокоммунизма как общественного строя с сетевой организацией социума, все члены которого объединены в своеобразные микрогосударства — коммуны, которые от лица её членов взаимодействуют с федеральной властью и участвуют в экономике.
Другой автор идей неокоммунизма[кто?] предлагает все новые коммунистические концепции свести в ряд правил подобно тому, как в своё время Карл Маркс свел всю теорию развития общества в ряд формаций. По правилам неокоммунизма он во многом похож на классический коммунизм, как например капитализм похож на феодализм, а феодализм похож на рабовладельческий строй, но есть ряд разногласий, исправлений и дополнений к традиционной теории коммунизма. Главное отличие в том, что неокоммунизм создан для достижения коммунизма в новых постоянно или периодически меняющихся условиях.